# Matteria papillosa
Matteria papillosa là một loài Rêu trong họ Orthotrichaceae. Loài này được (Thér.) Goffinet mô tả khoa học đầu tiên năm 1998.